# Campionato asiatico e oceaniano femminile di pallavolo 2009
Il XV campionato asiatico e oceaniano femminile di pallavolo si è svolto a Hanoi, in Vietnam, dal 5 al 13 settembre 2009. Al torneo hanno partecipato 14 squadre nazionali asiatiche ed oceaniane e la vittoria finale è andata per la prima volta alla Thailandia.

## Gironi
| Girone A                         | Girone B                                      | Girone C                          | Girone D                                 |
| -------------------------------- | --------------------------------------------- | --------------------------------- | ---------------------------------------- |
| Australia Iran Sri Lanka Vietnam | Afghanistan Giappone Taipei cinese Uzbekistan | Cina Hong Kong Kazakistan Maldive | Corea del Sud India Indonesia Thailandia |

## Fase finale

### Finali 1º e 3º posto
|  | Quarti        | Quarti        |          |          | Semifinali         | Semifinali         |  |  | Finale 1º/2º posto | Finale 1º/2º posto |
|  |               |               |          |          |                    |                    |  |  |                    |                    |
|  |               |               |          |          |                    |                    |  |  |                    |                    |
|  |               |               |          |          |                    |                    |  |  |                    |                    |
|  | Cina          | 3             |          |          |                    |                    |  |  |                    |                    |
|  | Cina          | 3             |          |          |                    |                    |  |  |                    |                    |
|  | Taipei cinese | 0             |          |          |                    |                    |  |  |                    |                    |
|  | Taipei cinese | 0             | Cina     | 3        |                    |                    |  |  |                    |                    |
|  |               |               | Cina     | 3        |                    |                    |  |  |                    |                    |
|  |               | Corea del Sud | 1        |          |                    |                    |  |  |                    |                    |
|  | Corea del Sud | Corea del Sud | 1        | 3        |                    |                    |  |  |                    |                    |
|  | Corea del Sud |               |          | 3        |                    |                    |  |  |                    |                    |
|  | Vietnam       | 0             |          |          |                    |                    |  |  |                    |                    |
|  | Vietnam       | 0             | Cina     | 1        |                    |                    |  |  |                    |                    |
|  |               |               | Cina     | 1        |                    |                    |  |  |                    |                    |
|  |               | Thailandia    | 3        |          |                    |                    |  |  |                    |                    |
|  | Giappone      | Thailandia    | 3        | 3        |                    |                    |  |  |                    |                    |
|  | Giappone      |               |          | 3        |                    |                    |  |  |                    |                    |
|  | Iran          | 0             |          |          |                    |                    |  |  |                    |                    |
|  | Iran          | 0             | Giappone | 1        | Finale 3º/4º posto | Finale 3º/4º posto |  |  |                    |                    |
|  |               |               | Giappone | 1        | Finale 3º/4º posto | Finale 3º/4º posto |  |  |                    |                    |
|  |               | Thailandia    | 3        |          |                    |                    |  |  |                    |                    |
|  | Kazakistan    | Thailandia    | 3        | 1        | Corea del Sud      | 0                  |  |  |                    |                    |
|  | Kazakistan    |               |          | 1        | Corea del Sud      | 0                  |  |  |                    |                    |
|  | Thailandia    | 3             |          | Giappone | 3                  |                    |  |  |                    |                    |
|  | Thailandia    | 3             |          |          | 3                  |                    |  |  |                    |                    |
|  |               |               |          |          |                    |                    |  |  |                    |                    |
|  |               |               |          |          |                    |                    |  |  |                    |                    |

### Finali 5º e 7º posto
|  | Semifinali 5º/8º posto | Semifinali 5º/8º posto | Semifinali 5º/8º posto |            |               | Finale 5º/6º posto | Finale 5º/6º posto | Finale 5º/6º posto |  |
|  |                        |                        |                        |            |               |                    |                    |                    |  |
|  | Taipei cinese          | Taipei cinese          | 3                      |            |               |                    |                    |                    |  |
|  | Taipei cinese          | Taipei cinese          | 3                      |            |               |                    |                    |                    |  |
|  | Vietnam                | Vietnam                | 1                      |            |               |                    |                    |                    |  |
|  | Vietnam                | Vietnam                | 1                      |            | Taipei cinese | Taipei cinese      | 0                  |                    |  |
|  |                        |                        |                        |            | Taipei cinese | Taipei cinese      | 0                  |                    |  |
|  |                        |                        | Kazakistan             | Kazakistan | 3             |                    |                    |                    |  |
|  | Iran                   | Iran                   | Kazakistan             | Kazakistan | 3             | 0                  |                    |                    |  |
|  | Iran                   | Iran                   |                        |            |               | 0                  |                    |                    |  |
|  | Kazakistan             | Kazakistan             | 3                      |            |               | Finale 7º/8º posto | Finale 7º/8º posto | Finale 7º/8º posto |  |
|  | Kazakistan             | Kazakistan             | 3                      |            |               |                    |                    |                    |  |
|  |                        |                        |                        |            |               |                    |                    |                    |  |
|  |                        |                        |                        |            |               | Vietnam            | Vietnam            | 3                  |  |
|  |                        |                        |                        |            |               | Vietnam            | Vietnam            | 3                  |  |
|  |                        |                        |                        |            |               | Iran               | Iran               | 0                  |  |

### Finali 9º e 11º posto
|  | Semifinali 9º/12º posto | Semifinali 9º/12º posto | Semifinali 9º/12º posto |           |           | Finale 9º/10º posto  | Finale 9º/10º posto  | Finale 9º/10º posto  |  |
|  |                         |                         |                         |           |           |                      |                      |                      |  |
|  | Australia               | Australia               | 3                       |           |           |                      |                      |                      |  |
|  | Australia               | Australia               | 3                       |           |           |                      |                      |                      |  |
|  | Uzbekistan              | Uzbekistan              | 0                       |           |           |                      |                      |                      |  |
|  | Uzbekistan              | Uzbekistan              | 0                       |           | Australia | Australia            | 3                    |                      |  |
|  |                         |                         |                         |           | Australia | Australia            | 3                    |                      |  |
|  |                         |                         | Hong Kong               | Hong Kong | 0         |                      |                      |                      |  |
|  | India                   | India                   | Hong Kong               | Hong Kong | 0         | 2                    |                      |                      |  |
|  | India                   | India                   |                         |           |           | 2                    |                      |                      |  |
|  | Hong Kong               | Hong Kong               | 3                       |           |           | Finale 11º/12º posto | Finale 11º/12º posto | Finale 11º/12º posto |  |
|  | Hong Kong               | Hong Kong               | 3                       |           |           |                      |                      |                      |  |
|  |                         |                         |                         |           |           |                      |                      |                      |  |
|  |                         |                         |                         |           |           | Uzbekistan           | Uzbekistan           | 0                    |  |
|  |                         |                         |                         |           |           | Uzbekistan           | Uzbekistan           | 0                    |  |
|  |                         |                         |                         |           |           | India                | India                | 3                    |  |

## Podio

### Campione
Formazione: 1 Wanna Buakaew, 5 Pleumjit Thinkaow, 6 Onuma Sittirak, 8 Utaiwan Kaensing, 10 Wilavan Apinyapong, 11 Amporn Hyapha, 12 Kamonporn Sukmak, 13 Nootsara Tomkom, 15 Malika Kanthong, 17 Wanitchaya Luangtonglang, 18 Em-orn Phanusit, 19 Tapaphaipun Chaisri, CT: Kiattipong Radchatagriengkai

### Secondo posto
Formazione: 1 Li Juan, 2 Xue Ming, 4 Xu Yunli, 5 Ma Yunwen, 6 Chu Jinling, 7 Zhang Xian, 8 Zhang Xian, 9 Hui Ruoqi, 11 Wei Qiuyue, 12 Yin Na, 16 Wang Qian, 18 Shen Jingsi, CT: Cai Bin

### Terzo posto
Formazione: 1 Megumi Kurihara, 3 Yoshie Takeshita, 4 Kaori Inoue, 6 Yūko Sano, 7 Hiroko Okano, 9 Mizuho Ishida, 10 Yuki Shoji, 11 Erika Araki, 12 Saori Kimura, 13 Maiko Kanō, 18 Maiko Sakashita, 19 Kanari Hamaguchi, CT: Masayoshi Manabe

## Classifica finale
| Classifica | Squadre       | Qualificazione                                   |
| ---------- | ------------- | ------------------------------------------------ |
|            | Thailandia    | Grand Champions Cup 2009 - World Grand Prix 2010 |
|            | Cina          |                                                  |
|            | Giappone      |                                                  |
| 4          | Corea del Sud | World Grand Prix 2010                            |
| 5          | Kazakistan    |                                                  |
| 6          | Taipei cinese |                                                  |
| 7          | Vietnam       |                                                  |
| 8          | Iran          |                                                  |
| 9          | Australia     |                                                  |
| 10         | Hong Kong     |                                                  |
| 11         | India         |                                                  |
| 12         | Uzbekistan    |                                                  |
| 13         | Indonesia     |                                                  |
| 14         | Sri Lanka     |                                                  |